# La Máquina

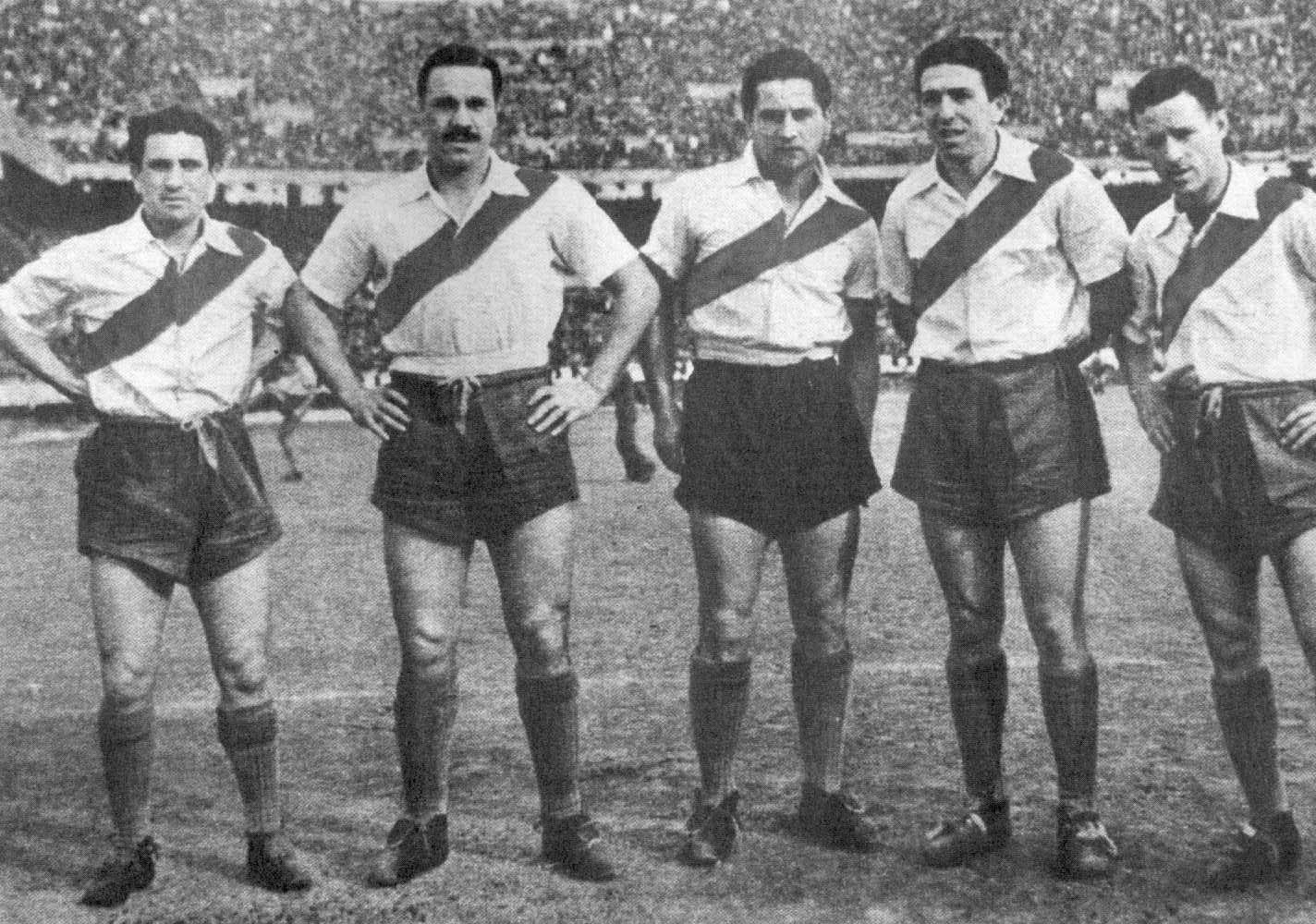
La Máquina : Juan C. Muñoz, José M. Moreno, Adolfo Pedernera, Angel Labruna et Félix Loustau.

La Máquina (en français « la machine ») était le surnom donné à la ligne d'attaque du club argentin CA River Plate dans les années 1940. Les cinq attaquants qui la composaient étaient Juan Carlos Muñoz, José Manuel Moreno, Adolfo Pedernera, Angel Labruna et Félix Loustau.

## Histoire
Le surnom de « La Máquina » fut popularisé par Eduardo Lorenzo dit Borocotó (es), célèbre journaliste à l'hebdomadaire sportif El Gráfico, afin d'illustrer la parfaite coordination des attaquants. 
La Máquina fut pour la première fois alignée le 28 juin 1942 au stade Monumental lors d'un match entre River Plate et le Club Atlético Platense lorsque Félix Loustau remplaça Aristóbulo Luis Deambrossi (es). Alfredo Di Stéfano rejoignit le club en 1945 et était le remplaçant de José Manuel Moreno. Avec cette ligne d'attaque, River Plate remporta quatre fois le championnat d'Argentine.